# Komuna e Lumasit
Komuna e Lumasit är en kommundel och tidigare kommun i Albanien.   Den ligger i prefekturen Qarku i Beratit, i den centrala delen av landet, 60 km söder om huvudstaden Tirana.
I omgivningarna runt Komuna e Lumasit växer i huvudsak blandskog.  Runt Komuna e Lumasit är det ganska tätbefolkat, med 160 invånare per kvadratkilometer.